# Roluos
Roluos (en khmer: រលួស) és un poble modern cambodjà i un lloc arqueològic a uns 13 km a l'est de Siem Reap al llarg de l'NH6. Una vegada que va ser la seu de Hariharalaya, la primera capital de l'Imperi Khmer al nord de Tonlé Sap (com la primera capital en el sentit estricte del terme podria haver estat Indrapura, identificable amb Banteay Prey Nokor).
Entre el "Grup Roluos" de temples hi ha algunes de les primeres estructures permanents creades per Khmer. Marquen el començament del període clàssic de la civilització Khmer, que data de finals del segle ix. Alguns eren totalment construïts amb maons, d'altres parcialment amb laterita o gres (el primer gran temple angkor construït amb pedra arenisca fou Ta Keo).
Actualment està compost per tres grans temples: Bakong, Lolei i Preah Ko, juntament amb el petit Prasat Prei Monti. A Bakong i Lolei hi ha monestirs budistes contemporanis de Theravada.